# Ruffiac
Ruffiac é uma comuna francesa na região administrativa da Bretanha, no departamento Morbihan. Estende-se por uma área de 36,16 km². Em 2010 a comuna tinha 1 427 habitantes (densidade: 39,5 hab./km²).